# 臭化アリル
臭化アリル（しゅうかアリル、Allyl bromide）は有機ハロゲン化合物の一つ。快い芳香のある粘性の大きい液体で、屈折率は 1.4697 (20 ℃、589 nm) である。臭化アリルは、ポリマー、製薬、アリル化合物、その他有機化合物のアリル化剤として使われている。